# Matthias Jakob Schleiden
Matthias Jakob Schleiden (Hamburg, 5 d'abril de 1804- Frankfurt del Main, 23 de juny de 1881), va ser un cèlebre botànic alemany. És un dels autors de la teoria cel·lular. Schleiden va ser un dels primers científics alemanys a adherir-se a les tesis evolucionistes de Charles Darwin (1809-1882).

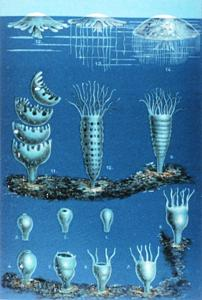
"El desenvolupament de les meduses" a l'obra de Schleiden, Das Meer.

Un any després que Schleiden publiqués la seva teoria cel·lular de les plantes, el seu amic Theodor Schwann ho feu extensiu als animals, unificant-se així la botànica i la zoologia sota una mateixa teoria general.
Va realitzar els seus estudis a Heidelberg entre 1824 i 1827, i començà a practicar dret a Hamburg, però aviat es dedicà al que realment l'apassionava: la botànica. Ensenyà botànica a Jena, Tartu (Estònia), Dresden, Wiesbaden, Frankfurt del Main.
Al seu llibre Beiträge zur Phytogenesis (Contribucions a la fitogènesi, 1838), examina les diferents parts que constitueixen una planta i determina que estan compostes per cèl·lules. Destaca la importància del nucli de la cèl·lula, descobert pel botànic escocès Robert Brown (1773-1858), i el seu paper en la divisió cel·lular. Contràriament als altres botànics de l'època, que s'interessaven principalment per la descripció d'espècies noves i en respondre preguntes de taxonomia, Schleiden utilitza principalment el microscopi per estudiar els vegetals. És ell que animà Carl Zeiss (1816-1888) a produir microscopis d'una manera industrial.

## Obra
Entre les seves publicacions destaquen:
- Beiträge zur Phytogeesis (1838).
- Grundzüge der wissenschaftlichen Botanik (2 volums, 1842-1843).
- Grundzüge der wissenschaftlichen Botanik (1861).
- Die Bedeutung der Juden für den Erhaltung und Weiderbelebung der Wissenschaften (1877).